# Ontspanning en Vakantie
Ontspanning en Vakantie (Frans: Joie et Vacances) is een Belgische vakantiegroep van de Algemene Centrale van het ABVV.
Ontspanning en Vakantie werd in 1939 opgericht in navolging van recht op betaald verlof. De Algemene Centrale van het ABVV wou Belgen hiermee de mogelijkheid geven betaalbaar op vakantie te gaan.
Ontspanning en Vakantie groeide in de 20ste eeuw uit tot een belangrijke speler in de sector van het sociaal toerisme. In 1967 werd het eigenaar van het prestigieuze Grand Hôtel des Bains in La Roche-en-Ardenne en hernoemde het tot Floréal, naar de maand van de republikeinse kalender. In 1992 werd de Floreal Club in Blankenberge ingehuldigd. In 2012 nam het de camping Gossaimont Odrimont over en een jaar later camping Colline de Rabais. De naam Floreal Club werd nadien gewijzigd tot Floreal Holidays.

## Vakantieparken
Ontspanning en Vakantie heeft onder de naam Floreal Holidays vakantieparken in Blankenberge, Nieuwpoort, Mont-Saint-Aubert, La Roche-en-Ardenne en Malmedy.
Het is tevens eigenaar van de campings Kempen, Het Veen, La Roche-en-Ardenne (1 & 2), Le Festival Rendeux, Colline de Rabais en Gossaimont Odrimont. De organisatie biedt ook reizen naar het buitenland aan.
In het verleden was Ontspanning en Vakantie eigenaar van vakantieclub Zeezicht in Oostende, deze sloot in 1995 echter haar deuren.